# Astragalus farctus
Astragalus farctus är en ärtväxtart som beskrevs av Aleksandr Andrejevitj Bunge. Astragalus farctus ingår i släktet vedlar, och familjen ärtväxter. Inga underarter finns listade i Catalogue of Life.